# Compagnie des chemins de fer à voie étroite du Midi

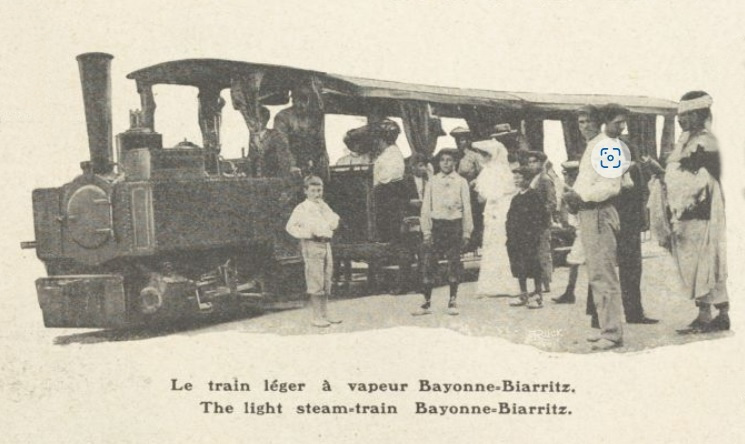
Le train léger à vapeur Bayonne-Biarritz

La Compagnie des chemins de fer à voie étroite du Midi (CFVEM), est une société liée au groupe Empain. En 1887, ou 1898 elle devient Compagnie du chemin de fer de Pau-Oloron-Mauléon et du tramway de Bayonne à Biarritz (POM). Elle exploite  le Tramway Bayonne-Lycée–Biarritz, dans le département des Pyrénées-Atlantiques.